# Lijst van voetbalinterlands IJsland - Tsjecho-Slowakije
Deze lijst van voetbalinterlands is een overzicht van alle officiële voetbalwedstrijden tussen de nationale teams van IJsland en Tsjecho-Slowakije. De landen speelden in totaal vijf keer tegen elkaar. De eerste ontmoeting, een kwalificatiewedstrijd voor het Wereldkampioenschap voetbal 1982, werd gespeeld in Bratislava op 27 mei 1981. Het laatste duel, een kwalificatiewedstrijd voor het Europees kampioenschap voetbal 1992, vond plaats op 5 juni 1991 in Reykjavik.

## Wedstrijden
| № | Plaats     | Datum             | Competitie           | Wedstrijd                   | Uitslag |
| - | ---------- | ----------------- | -------------------- | --------------------------- | ------- |
| 1 | Bratislava | 27 mei 1981       | WK 1982 kwalificatie | Tsjecho-Slowakije – IJsland | 6 – 1   |
| 2 | Reykjavik  | 23 september 1981 | WK 1982 kwalificatie | IJsland – Tsjecho-Slowakije | 1 – 1   |
| 3 | Reykjavik  | 29 mei 1986       | Vriendschappelijk    | IJsland – Tsjecho-Slowakije | 1 – 2   |
| 4 | Košice     | 26 september 1990 | EK 1992 kwalificatie | Tsjecho-Slowakije – IJsland | 1 – 0   |
| 5 | Reykjavik  | 5 juni 1991       | EK 1992 kwalificatie | IJsland – Tsjecho-Slowakije | 0 – 1   |

## Samenvatting
| Competitie        | Totaal gespeeld | Winst IJsland | Gelijk | Winst Tsjecho-Slowakije | Doelsaldo IJsland – Tsjecho-Slowakije |
| ----------------- | --------------- | ------------- | ------ | ----------------------- | ------------------------------------- |
| WK-kwalificatie   | 2               | 0             | 1      | 1                       | 2 − 7                                 |
| EK-kwalificatie   | 2               | 0             | 0      | 2                       | 0 − 2                                 |
| Vriendschappelijk | 1               | 0             | 0      | 1                       | 1 − 2                                 |
| Totaal            | 5               | 0             | 1      | 4                       | 3 − 11                                |

## Details

### Eerste ontmoeting
| WK 1982 kwalificatie (Bratislava, Tsjecho-Slowakije, 27 mei 1981):                                                        |       |                  |
| Tsjecho-Slowakije | 6 – 1 | IJsland          |
| Ladislav Vízek 35' Antonín Panenka 44' (pen.) Zdeněk Nehoda 72' Atli Eðvaldsson 78' (e.d.) Ján Kozák 79' Petr Janečka 87' | goals | 53' Magnús Bergs |
| - Debuut van Þorgrímur Þráinsson (Valur) voor IJsland.                                                                    |       |                  |

### Tweede ontmoeting
| WK 1982 kwalificatie (Reykjavík, IJsland, 23 september 1981): |       |                   |
| IJsland                                                       | 1 – 1 | Tsjecho-Slowakije |
| Pétur Ormslev 6'                                              | goals | 78' Ján Kozák     |